# Апсет года по версии журнала «Ринг»
Апсет года по версии журнала The Ring (англ. The Ring magazine Upset of the Year) — номинация по версии журнала «Ринг», присуждаемая боксёрским поединкам, результат которых стал самой большой неожиданностью, вопреки всеобщим ожиданиям.
Присуждается с 1970 года. Первым её обладателем стал бой, в котором Билли Бакус победил Хосе Наполеса.

## Обладатели награды

### 1970-е
1970 — Билли Бакус победил техническим нокаутом в 4-м раунде Хосе Наполеса
1971 — Альфредо Маркано нокаутировал в 10-м раунде Хироси Кобаяси
1972 — Эстебан Де Хесус победил Роберто Дурана
1973 — Кен Нортон победил Мохаммеда Али
1974 — Мохаммед Али нокаутировал в 8-м раунде Джорджа Формана (см. также Грохот в джунглях)
1975 — Джон Стрейси победил техническим нокаутом в 6-м раунде Хосе Наполеса
1976 — Уилфред Бенитес победил Антонио Сервантеса
1977 — Хорхе Лухан нокаутировал в 10-м раунде Альфонсо Замору
1978 — Леон Спинкс победил Мохаммеда Али
1979 — Вито Антуофермо свел в ничью бой с Марвином Хаглером

### 1980-е
1980 — Ясудзун Уэхара нокаутировал в 6-м раунде Самуэля Серрано
1981 — Роджер Стаффорд победил Пипино Куэваса
1982 — Киркленд Лэнг победил Роберто Дурана
1983 — Джерри Кутзее нокаутировал в 10-м раунде Майкла Доукса
1984 — Джин Хэтчер победил техническим нокаутом в 11-м раунде Джонни Бамфуса
1985 — Майкл Спинкс победил Ларри Холмса
1986 — Ллойд Хониган нокаутировал в 6-м раунде Дональда Карри
1987 — Шугар Рэй Леонард победил Марвина Хаглера
1988 — Айрен Баркли нокаутировал в 3-м раунде Томаса Хирнса
1989 — Рене Жако победил Дональда Карри

### 1990-е
1990 — Джеймс Дуглас нокаутировал в 10-м раунде Майка Тайсона
1991 — без номинации
1992 — Азума Нельсон нокаутировал в 8-м раунде Джеффа Фенека
1993 — Саймон Браун нокаутировал в 4-м раунде Терри Норриса
1994 — Вуяни Бунгу победил Кеннеди Маккинни
1995 — Вилли Салазар нокаутировал в 7-м раунде Дэнни Ромеро
1996 — Эвандер Холифилд победил Майка Тайсона
1997 — Винс Филлипс победил Костю Цзю
1998 — Айвен Робинсон победил Артуро Гатти
1999 — Вилли Уайз победил Хулио Сесара Чавеса

### 2000-е
2000 — Хосе Луис Кастильо победил Стиви Джонсона
2001 — Хасим Рахман нокаутировал в 5-м раунде Леннокса Льюиса
2002 — Хуан Карлос Рубио победил Франциско  Бохадо
2003 — Корри Сандерс победил техническим нокаутом во 2-м раунде Владимира Кличко
2004 — Глен Джонсон нокаутировал в 9-м раунде Роя Джонса-младшего
2005 — Захир Рахим победил Эрика Моралеса
2006 — Карлос Мануэль Бальдомир победил Заба Джуду
2007 — Нонито Донэр нокаутировал в 5-м раунде Вика Дарчиняна
2008 — Бернард Хопкинс победил Келли Павлика
2009 — Хуан Карлос Сальгадо нокаутировал в 1-м раунде Хорхе Линареса

### 2010-е
2010 — Джейсон Литзау победил Селестино Кабальеро
2011 — Нобухиро Исида нокаутировал в 1-м раунде Джеймса Киркленда
2012 — Сонни Бой Джаро победил техническим нокаутом в 6-м раунде Пхонгсаклека Ванчонгкхама
2013 — Маркос Майдана победил Эдриена Бронера
2014 — Крис Алгиери победил Руслана Проводникова
2015 — Тайсон Фьюри победил Владимира Кличко
2016 — Джо Смит-младший победил техническим нокаутом в 1-м раунде Анджея Фонфара
2017 — Садам Али победил Мигеля Котто
2018 — Кристофер Росалес победил Дайго Хига
2019 — Энди Руис победил Энтони Джошуа

### 2020-е
2020 — Теофимо Лопес победил единогласным решением судей Василия Ломаченко
2021 — Джордж Камбосос мл. победил раздельным решением судей Теофимо Лопеса
2022 — Джей победил единогласным решением судей Майриса Бриедиса